# Alberto Aguirrezabalaga
Alberto Aguirrezabalaga García (* 1. Dezember 1988 in Zarautz) ist ein ehemaliger spanischer Handballspieler, der auf der Spielposition Rechtsaußen eingesetzt wurde.

## Vereinskarriere
Alberto Aguirrezabalaga begann beim heimischen CD Zarautz mit dem Handballspiel. 2005/06 stand der Rechtsaußen im Aufgebot des spanischen Erstligisten Ademar León. Daraufhin unterschrieb er beim Spitzenklub BM Ciudad Real, mit dem er 2007 spanischer Meister und Ligapokalsieger wurde. International gab er am 30. September 2006 sein Debüt und erreichte mit den Königlichen das Viertelfinale in der EHF Champions League. Um Spielpraxis zu bekommen, wechselte der Linkshänder 2007 zu CB Ciudad de Logroño, bei dem er die nächsten beiden Spielzeiten auflief. Anschließend ging er zu SDC San Antonio, mit dem er im Europapokal der Pokalsieger 2009/10 und 2010/11 jeweils das Halbfinale erreichte. Aufgrund der finanziellen Probleme in Pamplona ging er nach Slowenien zum RK Trimo Trebnje. Ab 2013 lief er für den ungarischen Verein Csurgói KK auf, nachdem er Angebote aus Spanien un aus der Ukraine abgelehnt hatte. Nach einer Saison in Ungarn ging er zurück nach Spanien, wo er bei den Amateuren des Vereins Amenabar Zarautz aktiv war. Im Oktober 2014 wurde er vom französischen Verein USAM Nîmes Gard verpflichtet, der 3000 Euro Ablöse für ihn bezahlte. Im Jahr 2018 kehrte er nach Zarautz zurück.

## Auswahlmannschaften
Am 13. Januar 2006 stand Aguirrezabalaga erstmals für eine spanische Auswahl im Aufgebot, als er in der Junioren-Nationalmannschaft debütierte. Mit dieser Auswahl nahm er an der U-20-Europameisterschaft 2006, der U-21-Weltmeisterschaft 2007, der U-20-Europameisterschaft 2008 und der U-21-Weltmeisterschaft 2009 teil. Bis zum 17. August 2009 betritt er für Spaniens Junioren 65 Länderspiele, in denen er 212 Tore warf.
Für die Nationalmannschaft Spaniens bestritt Aguirrezabalaga drei Spiele im Juni 2007 und zwei im April 2014, in denen er 16 Tore erzielte.

## Privates
Er ist Diplom-Betriebswirt.
Sein älterer Bruder Mikel Aguirrezabalaga spielte ebenfalls Handball. Alberto Aguirrezabalagas Freundin Carmen Martín (Stand 2013) spielt auch Handball.